# Torbjørn Kjerrgård
Torbjørn Kjerrgård (Bergen, 11 aprile 1983) è un calciatore norvegese, difensore del Vestsiden-Askøy.

## Caratteristiche tecniche
Calciatore versatile, può essere impiegato da difensore come da esterno e da attaccante.

## Carriera

### Club
Kjerrgård ha giocato nelle giovanili del Vestsiden-Askøy, per cui ha anche debuttato in prima squadra, in 5. divisjon (sesto livello del campionato norvegese). Nel 2000 è passato al Vadmyra, in 3. divisjon.
Kjerrgård è passato al Brann nell'estate 2002. Ha esordito in Eliteserien l'11 settembre dello stesso anno, schierato titolare nella vittoria interna per 3-1 sullo Start. Ha giocato 2 partite nel corso di quella porzione di stagione, al termine della quale il Brann ha affrontato le qualificazioni all'Eliteserien, attraverso cui è riuscito a mantenere il suo posto nella massima divisione locale. Nell'annata successiva ha disputato altre 2 partite, entrambe nel Norgesmesterskapet 2003.
Nel 2004, il Brann ha ceduto il giocatore in prestito all'Askøy. Nel 2005 è stato invece in forza all'Hovding, per fare poi ritorno al Vestsiden-Askøy nel 2006. Dopo un altro biennio all'Askøy, è ritornato al Vestsiden-Askøy a partire dal 2009.

### Nazionale
Kjerrgård ha rappresentato la Norvegia a livello Under-17, Under-18 e Under-19. Con quest'ultima squadra ha partecipato al campionato europeo 2002, che oltre a determinare la squadra vincitrice della rassegna continentale avrebbe qualificato le prime tre classificate al mondiale Under-20 2003. Kjerrgård ha giocato tutte e tre le partite della Norvegia nel torneo, in cui gli scandinavi sono stati eliminati alla fase a gironi.

## Statistiche

### Presenze e reti nei club
Statistiche aggiornate al 9 agosto 2016.
| Stagione               | Club                   | Campionato             | Campionato | Campionato | Coppe nazionali | Coppe nazionali | Coppe nazionali | Coppe continentali | Coppe continentali | Coppe continentali | Supercoppe | Supercoppe | Supercoppe | Totale | Totale |
| Stagione               | Club                   | Comp                   | Pres       | Reti       | Comp            | Pres            | Reti            | Comp               | Pres               | Reti               | Comp       | Pres       | Reti       | Pres   | Reti   |
| ---------------------- | ---------------------- | ---------------------- | ---------- | ---------- | --------------- | --------------- | --------------- | ------------------ | ------------------ | ------------------ | ---------- | ---------- | ---------- | ------ | ------ |
| 1999                   | Vestsiden-Askøy        | 5D                     | ?          | ?          | CN              | ?               | ?               | -                  | -                  | -                  | -          | -          | -          | ?      | ?      |
| 2000                   | Vadmyra                | 3D                     | ?          | ?          | CN              | ?               | ?               | -                  | -                  | -                  | -          | -          | -          | ?      | ?      |
| 2001                   | Nest-Sotra             | 2D                     | ?          | ?          | CN              | ?               | ?               | -                  | -                  | -                  | -          | -          | -          | ?      | ?      |
| gen.-ago. 2002         | Nest-Sotra             | 2D                     | ?          | ?          | CN              | ?               | ?               | -                  | -                  | -                  | -          | -          | -          | ?      | ?      |
| Totale Nest-Sotra      | Totale Nest-Sotra      | Totale Nest-Sotra      | ?          | ?          |                 | ?               | ?               |                    | -                  | -                  |            | -          | -          | ?      | ?      |
| ago.-dic. 2002         | Brann                  | ES                     | 2          | 0          | CN              | -               | -               | CU                 | -                  | -                  | -          | -          | -          | 2      | 0      |
| 2003                   | Brann                  | ES                     | 0          | 0          | CN              | 2               | 0               | -                  | -                  | -                  | -          | -          | -          | 2      | 0      |
| Totale Brann           | Totale Brann           | Totale Brann           | 2          | 0          |                 | 2               | 0               |                    | -                  | -                  |            | -          | -          | 4      | 0      |
| 2004                   | Askøy                  | 3D                     | ?          | ?          | CN              | ?               | ?               | -                  | -                  | -                  | -          | -          | -          | ?      | ?      |
| 2005                   | Hovding                | 2D                     | ?          | ?          | CN              | ?               | ?               | -                  | -                  | -                  | -          | -          | -          | ?      | ?      |
| 2006                   | Vestsiden-Askøy        | 4D                     | ?          | ?          | CN              | ?               | ?               | -                  | -                  | -                  | -          | -          | -          | ?      | ?      |
| 2007                   | Askøy                  | 2D                     | ?          | ?          | CN              | ?               | ?               | -                  | -                  | -                  | -          | -          | -          | ?      | ?      |
| 2008                   | Askøy                  | 3D                     | ?          | ?          | CN              | ?               | ?               | -                  | -                  | -                  | -          | -          | -          | ?      | ?      |
| Totale Askøy           | Totale Askøy           | Totale Askøy           | ?          | ?          |                 | ?               | ?               |                    | -                  | -                  |            | -          | -          | ?      | ?      |
| 2009                   | Vestsiden-Askøy        | 3D                     | ?          | ?          | CN              | ?               | ?               | -                  | -                  | -                  | -          | -          | -          | ?      | ?      |
| 2010                   | Vestsiden-Askøy        | 3D                     | ?          | ?          | CN              | ?               | ?               | -                  | -                  | -                  | -          | -          | -          | ?      | ?      |
| 2011                   | Vestsiden-Askøy        | 4D                     | ?          | ?          | CN              | ?               | ?               | -                  | -                  | -                  | -          | -          | -          | ?      | ?      |
| 2012                   | Vestsiden-Askøy        | 5D                     | ?          | ?          | CN              | ?               | ?               | -                  | -                  | -                  | -          | -          | -          | ?      | ?      |
| 2013                   | Vestsiden-Askøy        | 5D                     | ?          | ?          | CN              | ?               | ?               | -                  | -                  | -                  | -          | -          | -          | ?      | ?      |
| 2014                   | Vestsiden-Askøy        | 5D                     | ?          | ?          | CN              | ?               | ?               | -                  | -                  | -                  | -          | -          | -          | ?      | ?      |
| 2015                   | Vestsiden-Askøy        | 4D                     | ?          | ?          | CN              | ?               | ?               | -                  | -                  | -                  | -          | -          | -          | ?      | ?      |
| 2016                   | Vestsiden-Askøy        | 3D                     | ?          | ?          | CN              | ?               | ?               | -                  | -                  | -                  | -          | -          | -          | ?      | ?      |
| Totale Vestsiden-Askøy | Totale Vestsiden-Askøy | Totale Vestsiden-Askøy | ?          | ?          |                 | ?               | ?               |                    | -                  | -                  |            | -          | -          | ?      | ?      |
| Totale                 | Totale                 | Totale                 | 2+         | 0+         |                 | 2+              | 0+              |                    | -                  | -                  |            | -          | -          | 4+     | 0+     |